# أبو عبد الله المتوكل الزياني
 أبو عبد الله محمد الثالث المتوكل على الله  سلطان الدولة الزيانية العشرون بتلمسان. حكم من 1462 إلى 1472.

## حياته

### اسمه ونسبه
أبو عبد الله محمد المتوكل على الله بن أبي زيان محمد بن أبي ثابت الثاني بن أبي تاشفين الثاني بن أبي حمو موسى الثاني بن أبي يعقوب يوسف بن أبي زيد عبد الرحمن بن أبي زكريا يحي بن يغمراسن بن زيان العبدوادي الزناتي.

### أسرته
أمه الأميرة أمة العزيز بن محمد بن أبي الحسن بن السلطان أبي تاشفين الأول بن أبي حمو موسى الأول بن أبي سعيد عثمان الأول بن يغمراسن بن زيان.
عرفت إحدى زوجاته وهي ملوكة بنت الشيخ عثمان بن مشعل، توفيت في رجب 867 هـ / أبريل 1463 م.
و عرف من أبناءه ثمانية وهم: السلطان أبو تاشفين الثالث، السلطان أبو عبد الله الثابتي، السلطان أبو حمو الثالث، السلطان أبو محمد عبد الله الثاني، السلطان أبو سرحان المسعود، الأمير يغمور، الأمير أبو سالم والأمير أبو حفص عمر.

## حكمه
بويع بتلمسان يوم 1 جمادى الأولى 866 هـ الموافق 1 فبراير 1462 م، بعد أن حاصر تلمسان ودخلها منتصرا، وخلع السلطان أحمد العاقل واعتقله.
و لثورته خلفية تاريخية إذ أن أباه الأمير أبا زيان المستعين بالله بن أبي ثابت الثاني قام بثورة على السلطان العاقل منطلقا من تونس سنة 841 هـ / 1437 م وقام بالاستيلاء على جميع أراضي الدولة الشرقية. ودخل مدينة الجزائر في 19 رجب 841 هـ / 16 يناير 1438 م وأرسل ابنه المتوكل فاستولى على المدية ومليانة وتنس. وقتل في في 2 شوال سنة 843 هـ / 7 مارس 1440 م، بعد أن ثار عليه أهل المدينة بعد عدم ثقتهم به أو بتحريض من السلطان العاقل. ونجا المتوكل من هذه الحادثة لتواجده بمدينة تنس.
و بعد ثلاث وعشرين سنة من مقتل أبيه، استطاع أبو عبد الله المتوكل أن يقود ثورة سنة 866 هـ 1462 م انطلاقا من مدينة مليانة، واستطاع ضم جميع المدن والنواحي في طريقه إلى تلمسان، إلى أن وصلها وحاصرها لمدة يومين فقط ودخلها في اليوم الثالث وهو 1 جمادى الأولى سنة 866 هـ / 1 فبراير 1462 م. وفر السلطان أحمد العاقل إلى العباد واستجار بقبر الشيخ أبي مدين شعيب، فاعتقله المتوكل ونفاه إلى الأندلس.
و تميزت فترة حكمه بجمعه لأمراء البيت الزياني المتفرقين في الشرق والغرب وإكرامه لهم على أحسن وجه.

### الغزو الحفصي بعد خلع السلطان العاقل
لما وصل إلى تونس خبر خلع السلطان العاقل ونفيه إلى الأندلس، نهض السلطان أبو عمرو عثمان الحفصي بجيوشه وخرج من تونس في 7 شوال 866 هـ / 5 يوليو 1462 م، ووصل إلى أرض بني راشد (نواحي مدينة معسكر) في أوائل سنة 867 هـ / أواخر 1462 م فأعاقه تساقط الثلوج لعشرين يوما، وجاء بعدها وفد من تلمسان للتفاوض على الصلح، على رأسه الشيخ أحمد بن الحسن الغماري والقاضي محمد بن أحمد بن قاسم العقباني وأبو الحسن علي بن حمو بن أبي تاشفين من بني زيان، وكان جيش السلطان الحفصي قد وقعت فيه البلبلة والخلاف فكان يبحث عن حجة للرجوع إلى بلده، فقبل الصلح وطاعة المتوكل وانطلق إلى تونس في 17 صفر 867 هـ / 11 نوفمبر 1462 م ورجع عبر الصحراء في الشتاء فكلفه ذلك خسائر كثيرة.

### محاولة السلطان العاقل استرجاع الملك
رجع السلطان أحمد من منفاه سنة 867 هـ 1463 م، بجيش من القبائل العربية والزناتية ووصل تلمسان آخر ذي القعدة من نفس السنة وحاصرها لمدة أربعة عشر يوما، وسقط قتيلا خارج أسوارها في 13 ذو الحجة سنة 867 هـ / 29 أغسطس 1463 م ودفن بالعباد.

### ثورة الأمير محمد بن عبد الرحمن
و كان مع السلطان العاقل في حركته على تلمسان الأمير محمد بن عبد الرحمن بن أبي عنان بن أبي تاشفين الثاني، فتمسك به أنصار العاقل وقاموا بدعوته وحاصروا المدينة واستطاعوا التسلل إليها ليلا لكنهم فشلوا، فرحلوا وتفرقت جموعهم.

### ثورة الأمير محمد بن غالية
ثار بمدينة وجدة الأمير محمد بن غالية، وكان يبعث أنصاره للإغارة على نواحي تلمسان، ثم يفرون قبل مجيء جنود السلطان. وبعد جمعه للأنصار حاول الهجوم على تلمسان وعسكر بجبل بني ورنيد، فبعث له المتوكل جيشه فقضى عليهم، وقتل ابن غالية في 13 شوال 868 هـ / 19يونيو 1464 م.

### استنصار الأعراب بالسلطان الحفصي
وفد في أواسط سنة 870 هـ / 1466 م أعراب المغرب الأوسط من سويد وعامر وغيرهم يشكون السلطان المتوكل إلى السلطان أبي عمرو عثمان الحفصي، بالإضافة إلى استمالة المتوكل لعرب الذواودة بالزاب ورؤساءهم محمد بن سباع ومحمد بن سعيد ليكونوا له عونا على الحفصيين. فأجابهم أبو عمرو عثمان وجهزهم بالمؤونة والجيوش ونصب لهم الأمير أبو جميل زيان بن السلطان عبد الواحد بن أبي حمو وانطلقت الحملة في أوائل شوال 870 هـ / أواخر مايو 1466 م، وانطلق على إثرهم السلطان أبو عمرو عثمان بنفسه في 10 ذو القعدة 870 هـ / 24 يونيو 1466 م. ووصلت الجيوش إلى مشارف تلمسان في ربيع الثاني سنة 871 هـ / نوفمبر 1466 م، وقاتلها الحفصي قتالا شديدا لثلاثة أيام، خرج في رابعها قاضي المدينة وكبار البلد في طلب الصلح، فتم ذلك وبايع المتوكل بطاعة السلطان الحفصي، وزوج ابنته لحفيد السلطان الحفصي الأمير أبي زكرياء يحيى بن المسعود وهو الذي أصبح سلطان تونس بعد وفاة جده.

### علاقاته بالمرينيين
عندما تولى المتوكل سلطانا على الدولة الزيانية سنة 866 هـ / 1462 م كانت تدخلات بني مرين في شؤون المغرب الأوسط قد انتهت منذ أكثر من خمسين سنة وتمثلت آخرها في مساندة السلطان عبد الواحد بن أبي حمو الثاني للاستيلاء على عرش تلمسان سنة 814 هـ / 1411 م. ويبدو أن العلاقة بين الدولتين قد تحسنت بعد ذلك، وكانت تربط السلطان المتوكل علاقات جيدة مع آخر سلاطين الدولة المرينية عبد الحق الثاني الذي قتل سنة 1465 م، وكانت بينهما مودة وصحبة وتحالف عسكري لمواجهة الدولة الحفصية، يقول الرحالة عبد الباسط بن خليل الملطي : «و لما بلغ صاحب تلمسان ما وقع لعبد الحق وقتله على ذلك الوجه المشروح، حصل عنده بذلك الباعث لما كان بينه وبين عبد الحق من المواددة وإظهار الصحبة وأنه معه فيما عساه يدهمه، وكان يظن أنه ينجده على صاحب تونس، فلما بلغه ما حلّ به انفعل لذلك».

## الحياة العلمية والثقافية بتلمسان بعهده
إن علاقة المتوكل بالعلماء والحركة العلمية بتلمسان تظهر لنا جليا عن طريق أحد معاصريه وهو من أشهر علماء تلمسان وبلاد المغرب بعصره، الحافظ التنسي، مؤرخ الدولة الزيانية، وقد ألف له مجمعا تاريخيا وأدبيا ضخما سماه «نظم الدر والعقيان، في بيان شرف بني زيان، وذكر ملوكهم الأعيان، ومن ملك من أسلافهم فيما مضى من الزمان»، يقول التنسي في مقدمة هذا الكتاب: «و لما كنت من جملة من غمرته آلاءه، وتواترت عليه نعماؤه، وأُلبست منها حللا ضافية، أُوردت منها مشارع صافية، نهضت في خدمته بقدر طاقتي، واستعملت في ذلك ما رجوت أن يكون نافقا من بضاعتي، جاهدا في مرضاته خاطري ولساني، وأعملت فيما يزلف إليه ناظري وشأني، جاهدل في ذلك بما في الوسع لدي، عسى أن أقوم ببعض واجب حقه علي، على أني لو استعرت الدهر لسانا، واتخذت الريح ترجمانا، لأشيع أنعامه حق الإشاعة، لقصرت به عن إدراك عشر عشره الاستطاعة...». وهذا المدح الحافل من عالم كالتنسي للمتوكل يدل على علاقته الممتازة به، رغم أنه لم يكن من أهل الوظائف السلطانية.
كما عرف المتوكل بتعظيمه لأحد مشايخ تلمسان المعروفين وهو المتصوف أحمد بن الحسن الغماري، ذكر عبد الباسط بن خليل الملطي أنه رأى السلطان المتوكل يترجل عن فرسه ويطرق باب الشيخ بنفسه بلطف، فلما فتح له الشيخ أحمد الباب قبل المتوكل يده ودخل إلى بيته لزيارته. وذكر ابن صعد أن المتوكل بدأ بزيارة الشيخ الغماري في أول يوم من تملكه لتلمسان ووافق على طلب هذا الأخير بالعفو عن جميع الولاة وعمال السلطان المخلوع اللاجئين إلى دويرة الشيخ الغماري. وحضر جنازته بنفسه يوم توفي في 13 شوال 874 هـ / 15 أبريل 1470 م، ذكر ذلك ابن صعد بقوله: «و كان يوم وفاته من الأيام المشهورة ومفاخر الفقراء المعهودة، حضرها مولانا السلطان في أكابر دولته، وأسف لفقده وأثنى عليه خيرا وقال: ما رأيت مثل سيدي أحمد».
و يبدو أن السلطان المتوكل كان يحظى باحترام وتقدير كبيرين عند أعيان وعلماء تلمسان، فبالإضافة إلى التنسي، نجد ابن صعد الأنصاري التلمساني يثني عليه بأنه السلطان الشرعي والحقيقي ويصف وصوله إلى تلمسان لمحاصرتها فيقول: «فما تم الشهر حتى نزل البلد الخليفة بحق، محيي رسم المملكة بعد عفائه، أمير المؤمنين، مولانا المتوكل على الله أبو عبد الله محمد...».

 مع ذلك فإن من أهم الأحداث البارزة في عهده، هو هجرة أحد أشهر علماء تلمسان إلى فاس، وهو أحمد بن يحي الونشريسي، وسبب هذه الهجرة هو خلاف مع السلطان المتوكل، حيث أمر هذا الأخير بمصادرة بيت الونشريسي وأمواله ففر من تلمسان ونجا بنفسه إلى فاس.

## وفاته
هناك اختلاف كبير في تحديد سنة وفاة السلطان المتوكل، ذكر الميلي في تاريخ الجزائر (ذون ذكر مصدره) أنه توفي سنة 890 هـ / 1485 م، ونقل بعض المؤرخين التاريخ الذي استنتجه المستشرق شارل بروسلار لوفاته وهو سنة 880 هـ / 1475 م. 

و ذكر محمود بوعياد في نظم الدر والعقيان ونقل عنه عبد العزيز فيلالي بأن تاريخ وفاته سنة 1468 م. 

و ذكر القسيس بارجيس أنه عثر على ملحق «بغية الرواد» ويذكر فيه أن المتوكل «مات وقد ملك إحدى عشرة سنة إلا شهرين» وحدد وفاته في صفر سنة 877 هـ / أغسطس 1472 م.

 وأوثق رواية عن وفاته هي لمعاصره أحمد بن يحي الونشريسي، في أواخر صفر سنة 877 هـ / بدايات أغسطس 1472 م بتونس، وذكر ابن القاضي أنه توفي بتنس.
| سبقه أبو العباس أحمد العاقل | سلطان الدولة الزيانية 1462 - 1472 | تبعه أبو تاشفين الثالث |